# Robert Guillaumont
Pour les articles homonymes, voir Guillaumont.
Robert Guillaumont, né le 26 février 1933 à Lyon, Professeur honoraire de l’Université de Paris XI-Orsay (1967-1998), Membre de l’Académie des sciences et de l’Académie des technologies. 

## Biographie
Robert Guillaumont est un spécialiste de la radiochimie et de la chimie des actinides. Il a préparé son doctorat à l'Institut radium de Paris, laboratoire Curie, Université Paris VI (1966). Il a poursuivi ses recherches dans cet Institut puis au Laboratoire de radiochimie de l'Institut de la physique nucléaire d’Orsay (1968-98) qu’il a dirigé pendant douze ans (1979-90). Il a enseigné la chimie/radiochimie à l'Université Paris XI-Orsay (1967-98). Son expertise porte sur la chimie du cycle du combustible nucléaire (de l'extraction de l'uranium à la gestion des déchets en passant par le retraitement du combustible usé) et sur les questions d'énergie nucléaire. Il a été membre ou président de nombreux Comités français et internationaux traitant du cycle du combustible nucléaire, de l'énergie nucléaire, de la gestion des déchets radioactifs et de la synthèse et de l'utilisation des radionucléides pour la médecine. Il a été membre de la Commission nationale d‘évaluation des recherches sur les matières nucléaires et les déchets radioactifs (1994-2019).

## Travaux scientifiques
Robert Guillaumont a commencé ses recherches en 1959 sur la chimie du protactinium en solution. Il a montré que le remplissage électronique de la sous-couche 5f commence pour cet élément. Le spectre UV d'absorption de Pa4+ est typique d'une transition 5f16d1 (atome de Pa : 5f26d17s2). Il a étendu, avec ses collaborateurs, sa méthodologie pour l’étude du comportement des radioéléments en quantité impondérable à d’autres actinides. La suite de ses travaux peut être rattachée au fil conducteur des conséquences du remplissage de la sous-couche atomique 5f sur les propriétés physicochimiques des actinides. Ce remplissage joue un rôle essentiel dans le comportement des 15 actinides, notamment lorsque ces électrons sont délocalisés, à partir du protactinium (Pa) et jusqu’à l’américium (Am). Cela se traduit par une grande richesse des degrés d’oxydation des premiers actinides (couramment de 3 à 6) et par la manifestation d'effets particuliers dans la série (états électroniques caractérisés par le nombre quantique J). Ainsi il a étudié les conséquences thermodynamiques de la population de la sous-couche 5f sur une série de complexes en solutions (complexes citriques des actinides trivalents de Am à fermium (Fm). Il a montré l'existence de l’“effet tétrade” pour des complexes d'actinides trivalents, effet qui reflète une extra-stabilisation de l'état fondamental des actinides pour 1/4, 1/2 et 3/4 du remplissage de la sous-couche 5f. Après le curium (Cm) il faut, pour réaliser des expériences, synthétiser des isotopes de berkélium (Bk), einstenium (Es) et Fm par réactions nucléaires auprès d'accélérateurs de particules,,, et les séparer des cibles irradiées, ce qu'il a fait à Orsay. Pour conduire la plupart de ses recherches il a développé la méthodologie d'étude des espèces et des équilibres entre espèces dans les solutions extrêmement diluées (ce que permet la radioactivité jusque vers 10-14 M), et il a poussé, au plan théorique, la description du comportement thermodynamique de quelques atomes en termes de déviation par rapport à la loi d'action de masse, ce qui a donné un fondement aux expériences de chimie sur les éléments 6d (Z>103), produits atome par atome par les radiochimistes auprès des accélérateurs.
Parallèlement il a participé à l’étude de propriétés thermodynamiques, et spectroscopiques, des éléments 5f (et 4f) en liaison avec les transferts électroniques entre ces éléments et leur environnement : covalence dans des systèmes biphasé d’extraction par solvants et effet de champ cristallin sur des solides, notamment des monocristaux examinés à 4 K.
Finalement c'est sur les problèmes fondamentaux de migration des radionucléides dans l'environnement (spéciation, effet de concentration, rétention sur les colloïdes) et de séparations sélectives des actinides/lanthanides des éléments constituant le combustible nucléaire irradié qu’il a poursuivi ses recherches. On retiendra que les thèmes de recherche de R. Guillaumont sont à l’amont des nombreux problèmes de chimie/radiochimie que l’on rencontre le « nucléaire » : chimie des actinides de l'uranium au curium dans les diverses étapes des cycles du combustible nucléaire et de la gestion des déchets radioactifs.
Il publié plus de 200 articles scientifiques, des articles de vulgarisation,, et a écrit plusieurs livres.

## Honneurs et Distinctions
Robert Guillaumont a occupé plusieurs postes parallèlement à ceux liés à ses activités de recherche et d’enseignement. Ils ont concerné
- des postes concernant l’enseignement de la chimie: Représentant français au Comité enseignement de l'Union internationale de chimie pure et appliquée, IUPAC, (1976-79) et la gouvernance de la chimie en France : Secrétaire Général de la société chimique de France (1989-95), Secrétaire général (1989-95) puis Président du Comité national de la chimie (2009-14)[22].
- des postes concernant la sûreté des installations nucléaires françaises : Vice-Président du Groupe permanent usine (1983-92), Président du Groupe permanent déchets, GPD (1984-2004)[23] et de l’évaluation des Recherches sur la gestion des déchets et matières nucléaires[24] (1992-2010 puis 2013-2020) et Président du Groupe d’expertise pluraliste sur les Mines d’uranium du Limousin (2008-13)[25].

Tout au long de sa carrière Robert Guillaumont a contribué à établir une expertise objective sur les problèmes de société que soulève le nucléaire. Ces problèmes sont complexes, ils demandent information, pédagogie et dialogues entre experts, citoyens, et les responsables de nombreuses parties prenantes.
Il a obtenu le Prix Paul Pascal de l’Académie des sciences (1983) et la Grande médaille des activités d’enseignement de la Société d’Encouragement pour l’Industrie Nationale (1978). Il est Chevalier de l'Ordre national du mérite, Chevalier de l’Ordre de la légion d’honneur et Officier des Palmes académiques.